# بروخه
بروخه یا بروژ (به فرانسوی: Bruges و به هلندی: Brugge با تلفظ: بروخه) یکی از شهرهای کشور بلژیک است.
بروژ مرکز استان فلاندر غربی بلژیک و بزرگ‌ترین شهر این استان است. شهر بروخه در شمال غربی بلژیک قرار گرفته‌است.
نام بروژ از واژهٔ Bryggja آمده که معنای اصلی آن بارانداز و بندر حدس زده می‌شود.

## نگارخانه

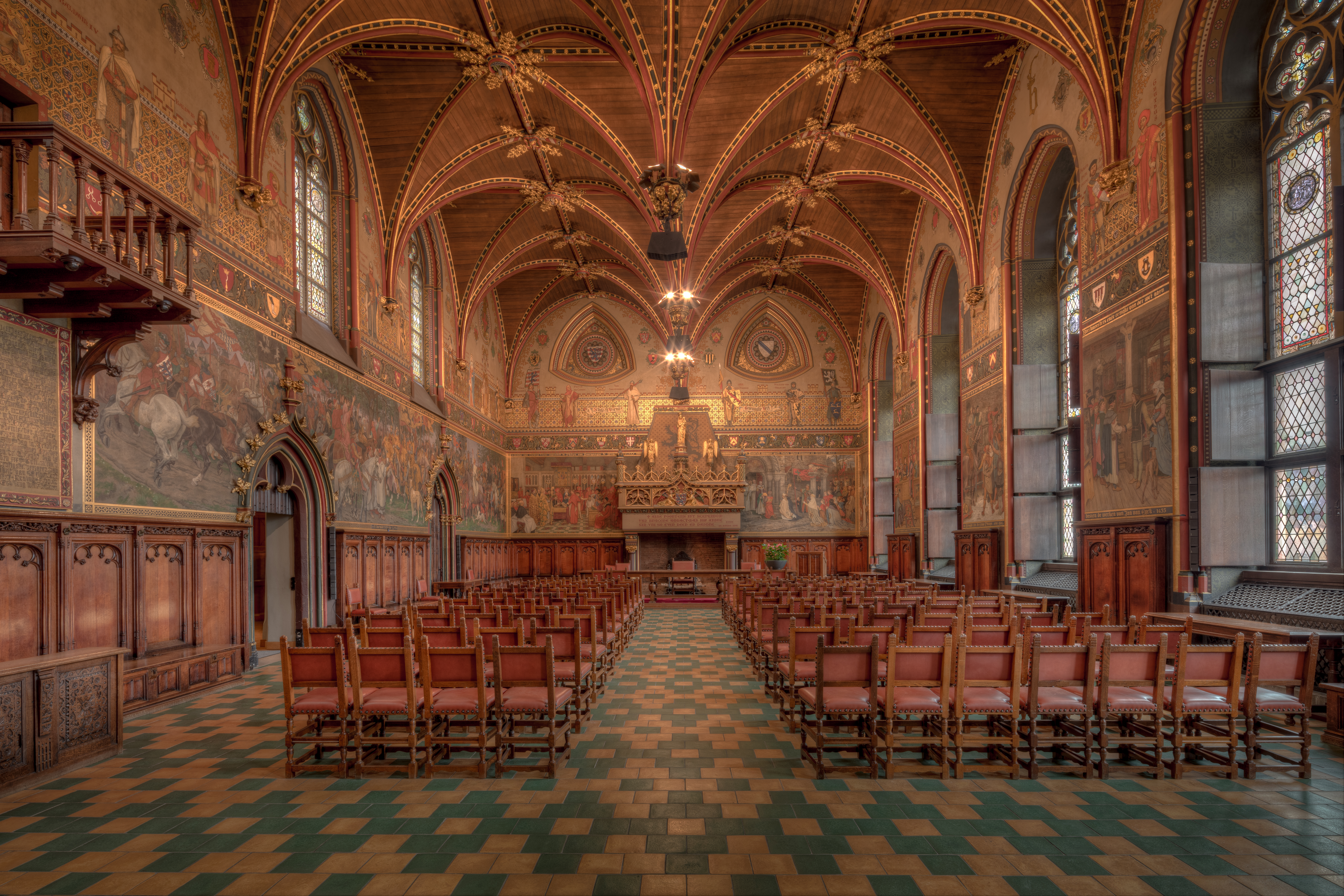
سالن اجتماعات شهرداری بروخه (en)
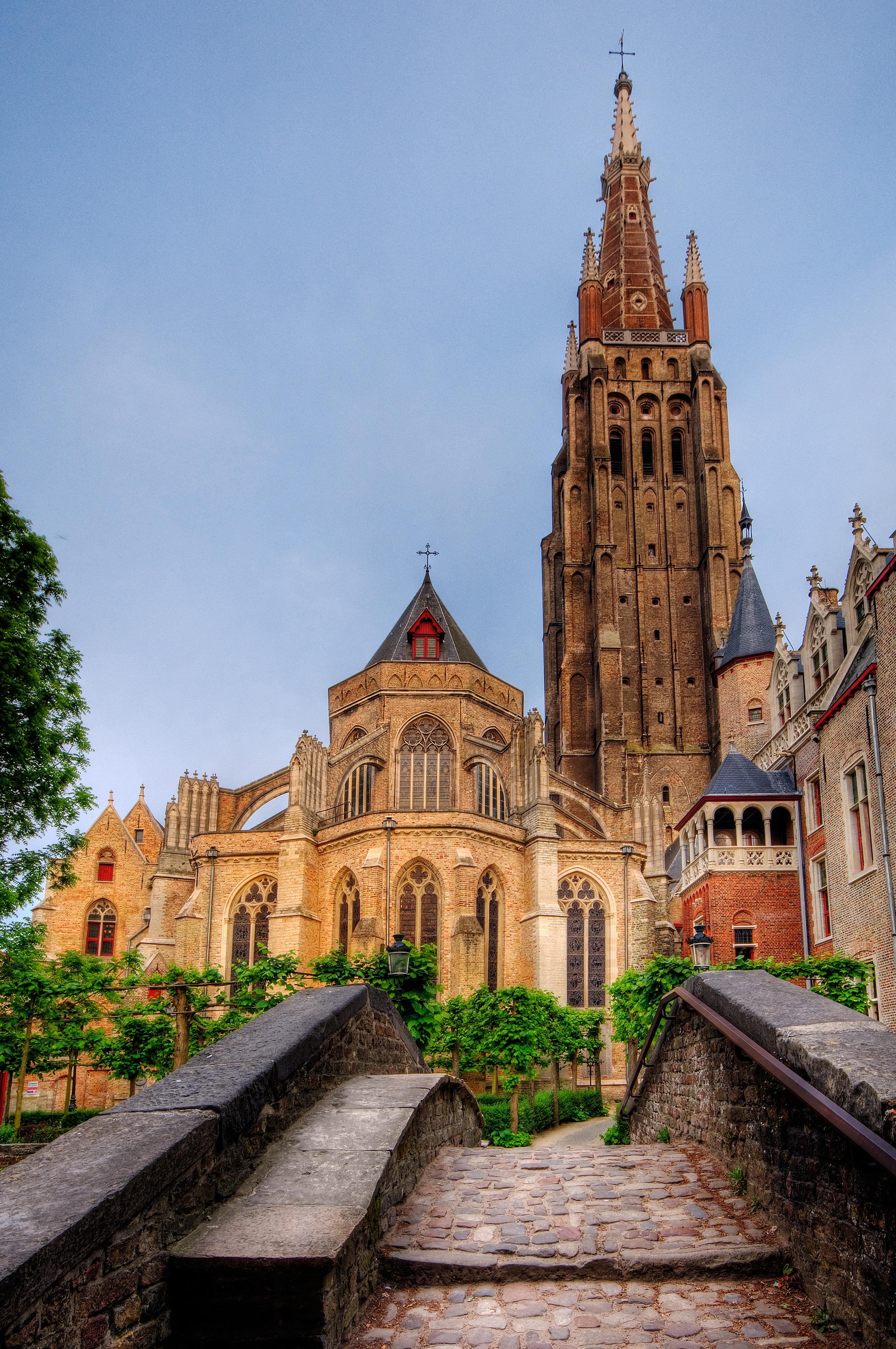
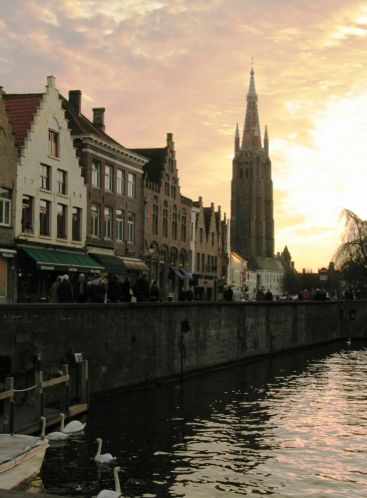
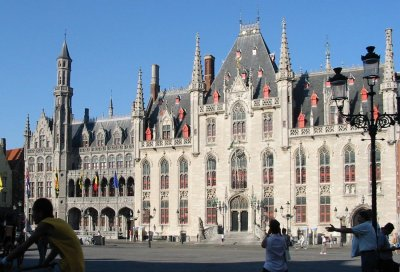
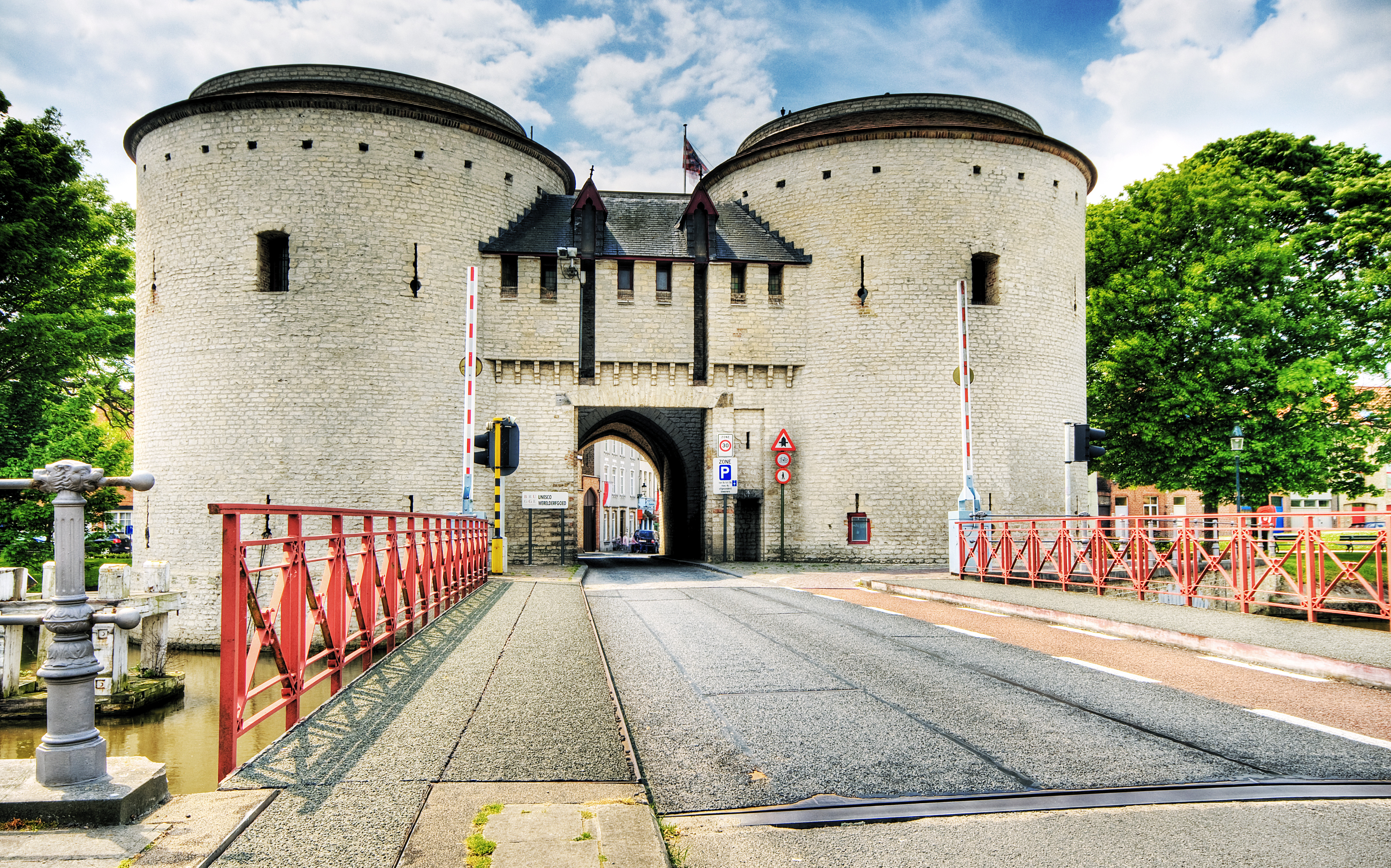
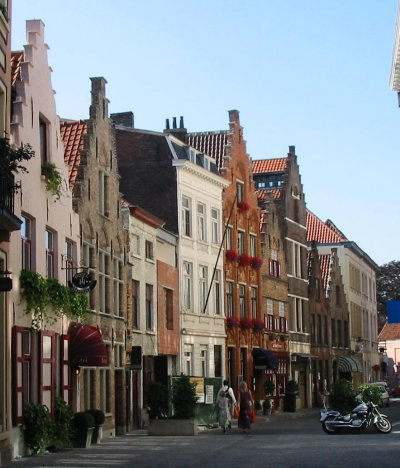
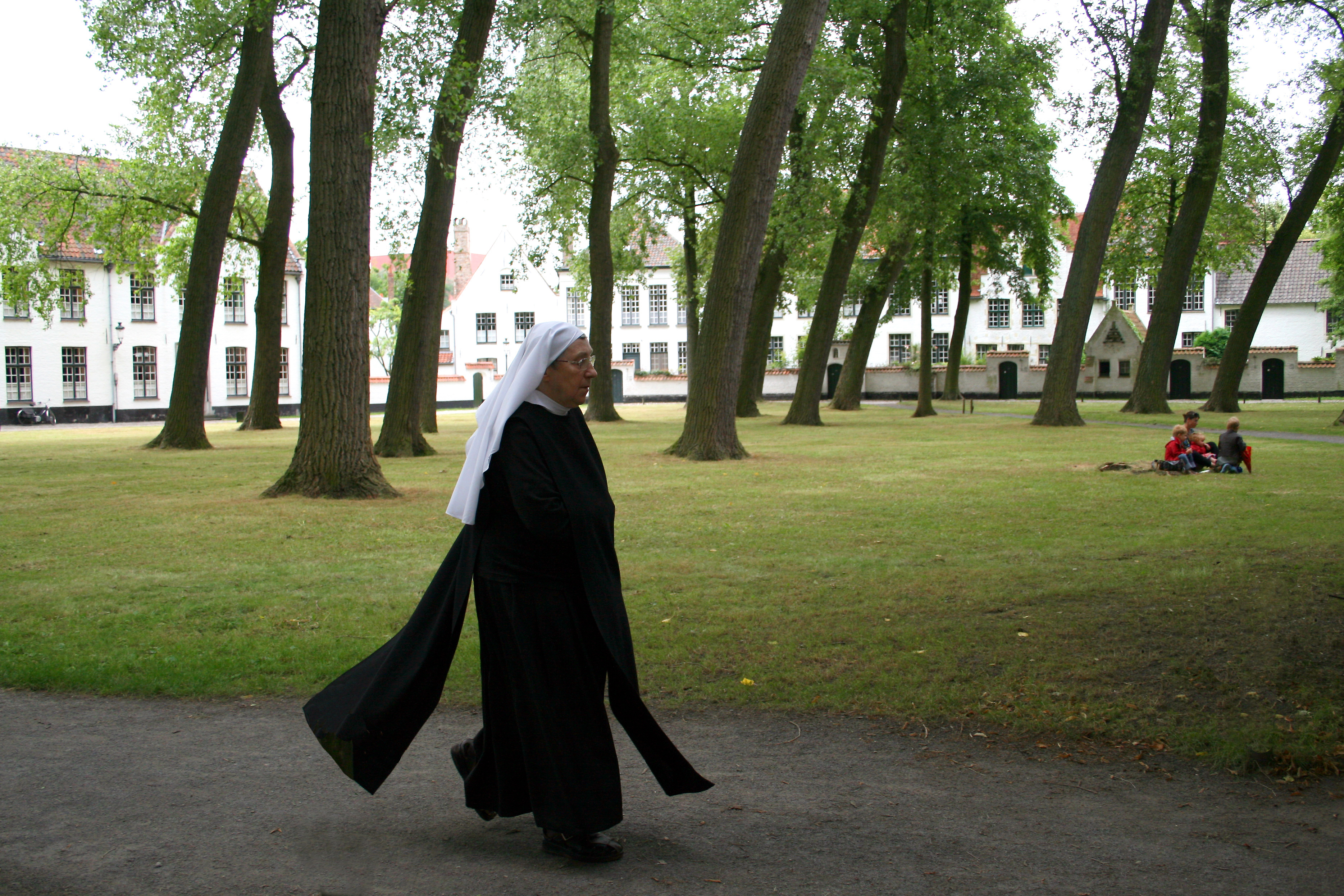
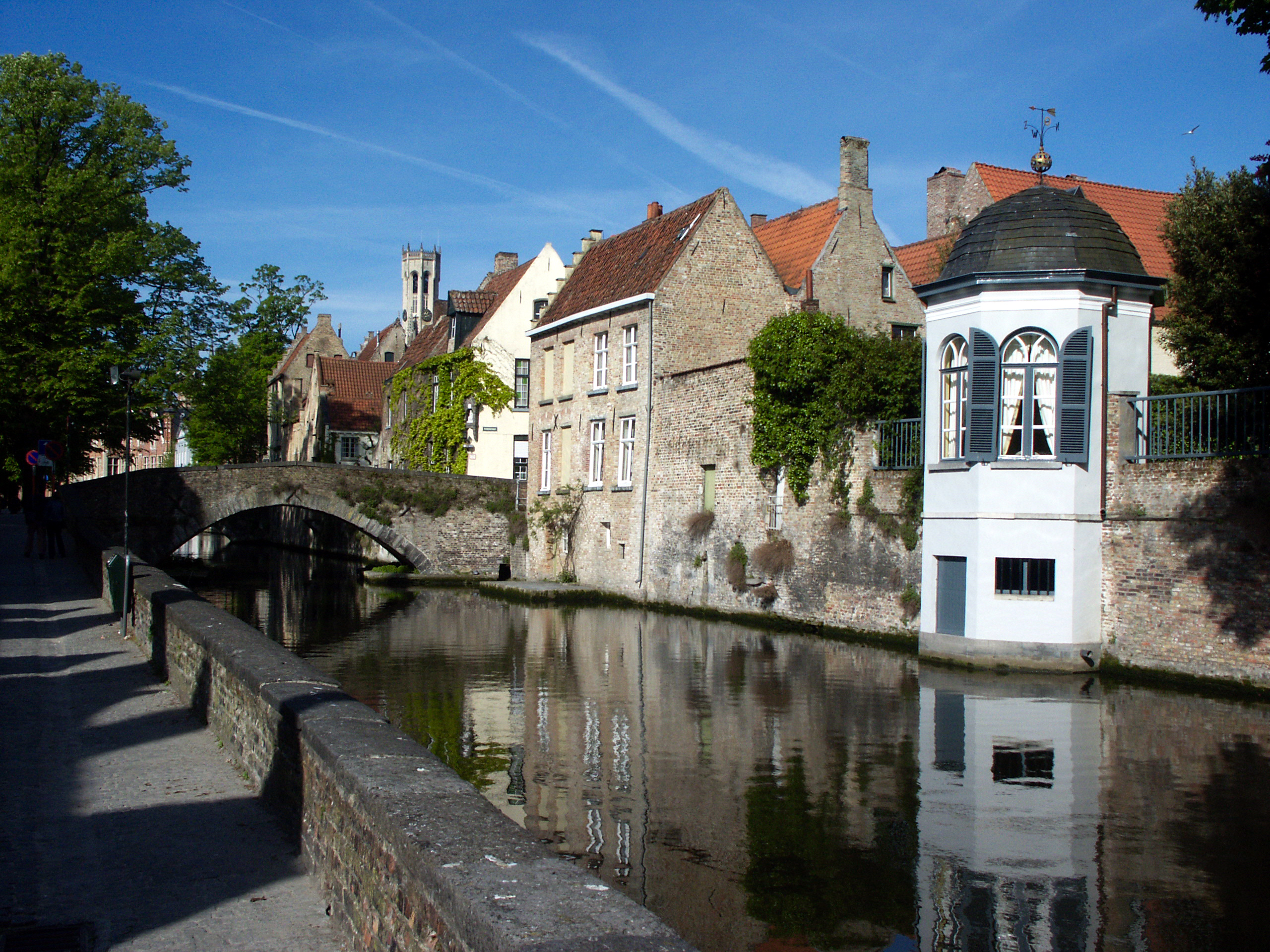
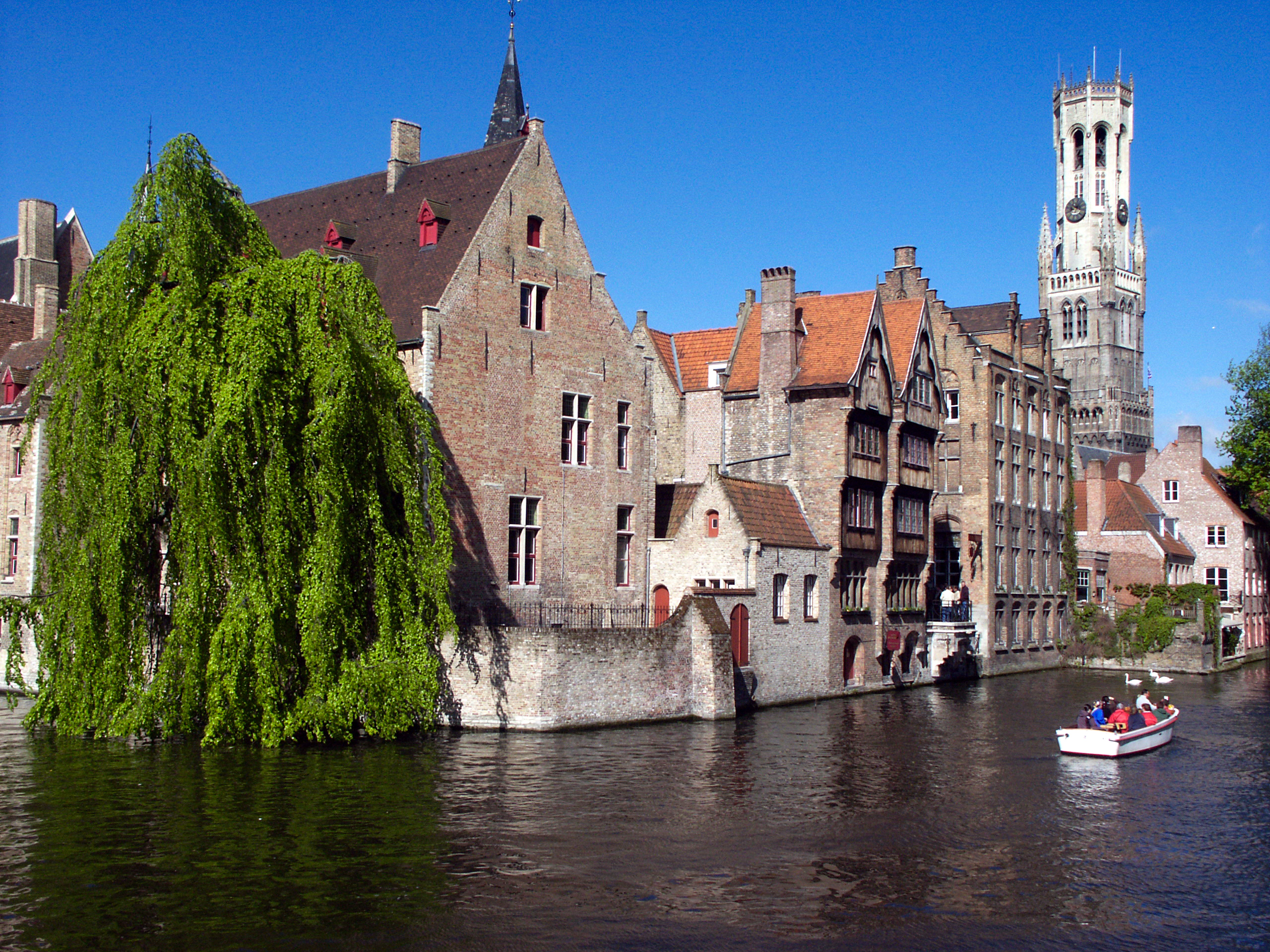
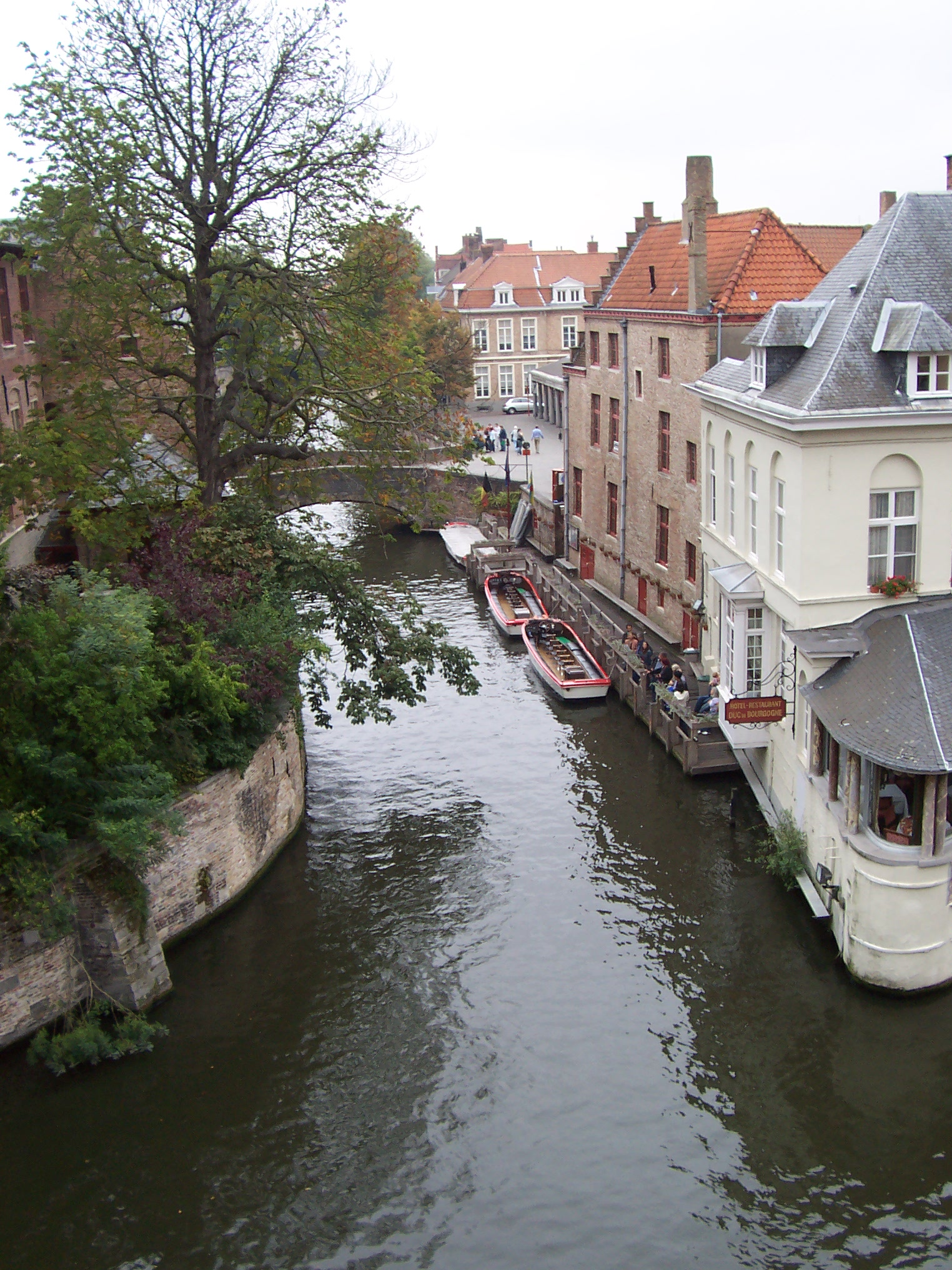
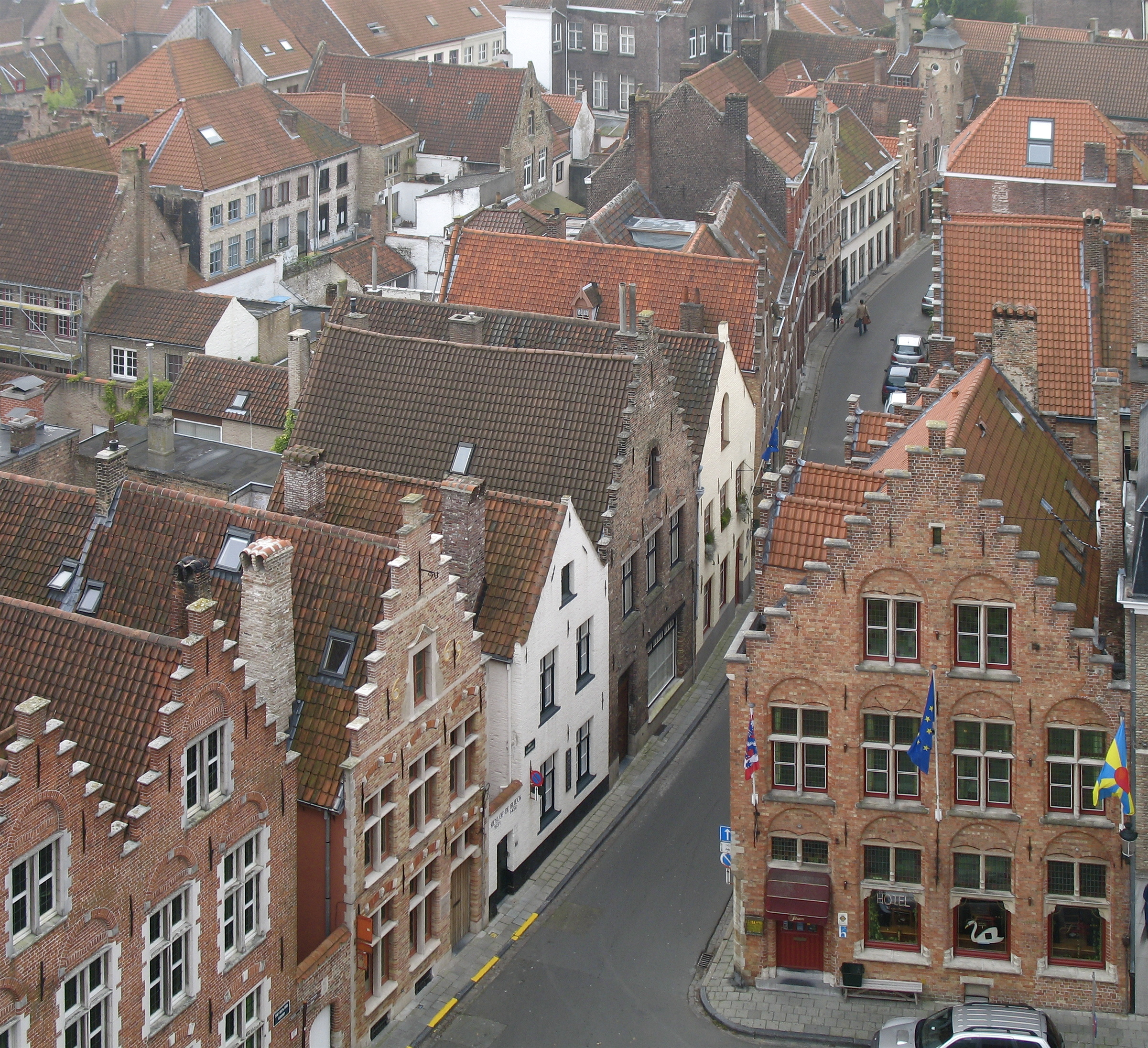
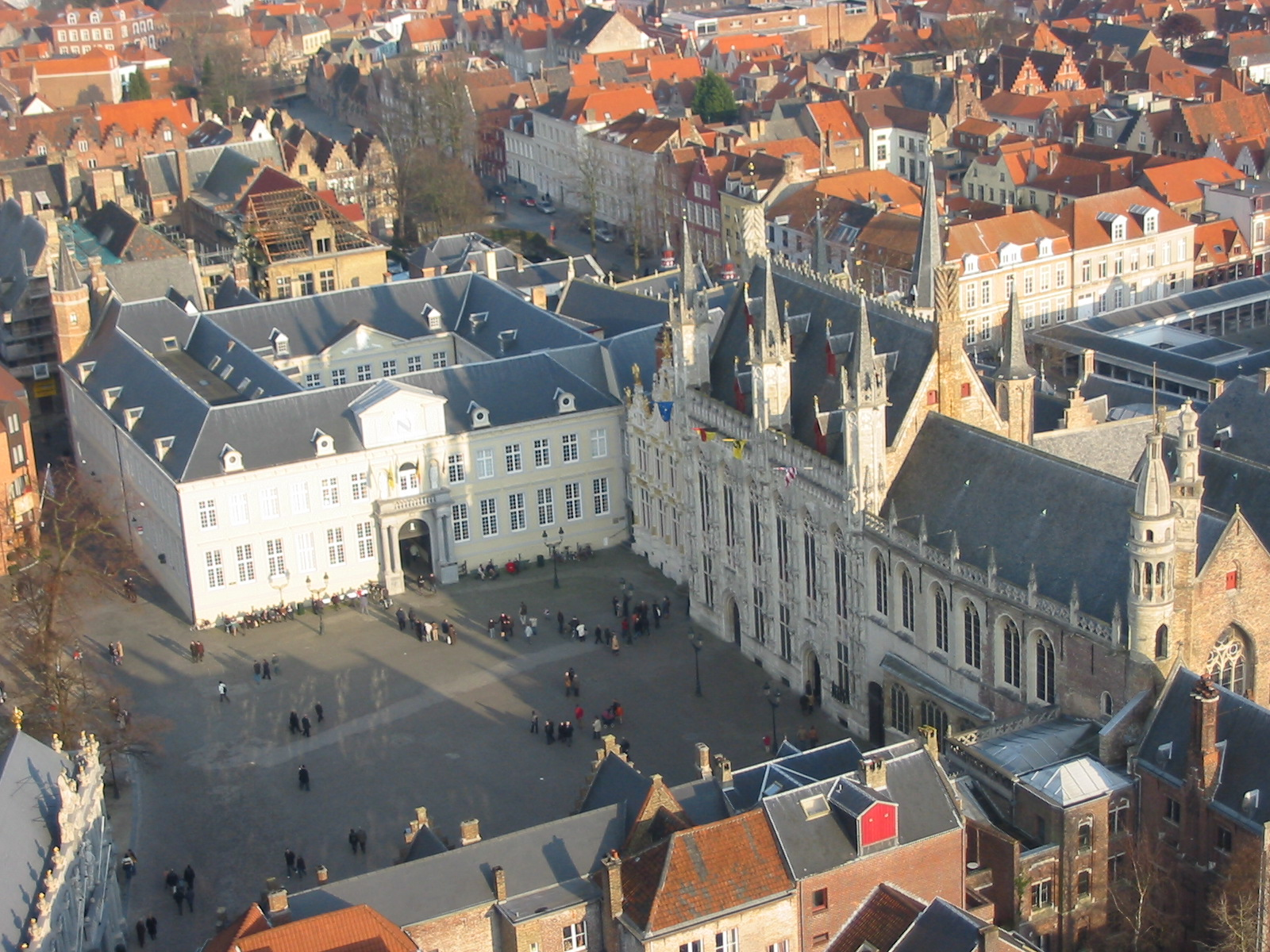
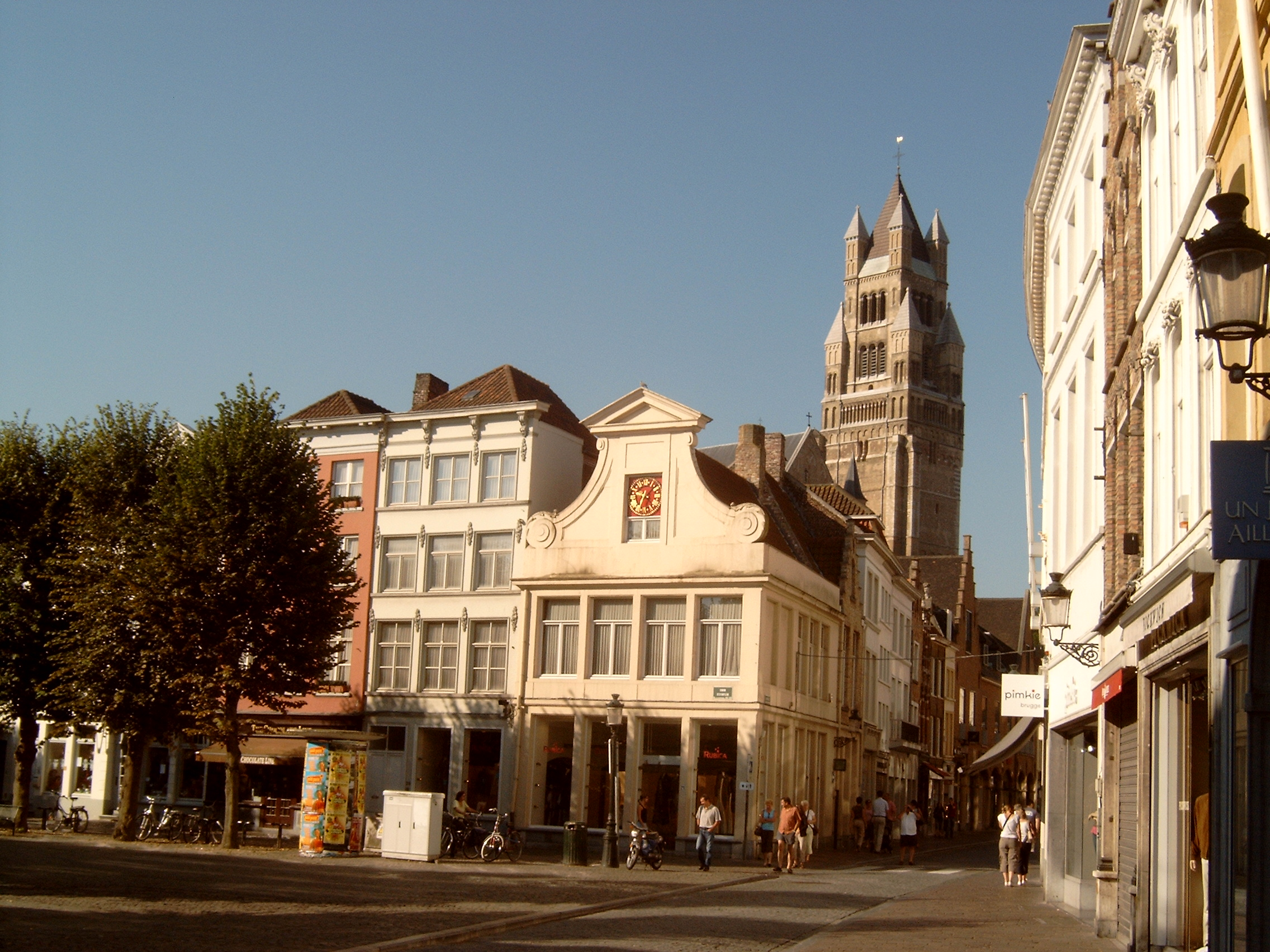
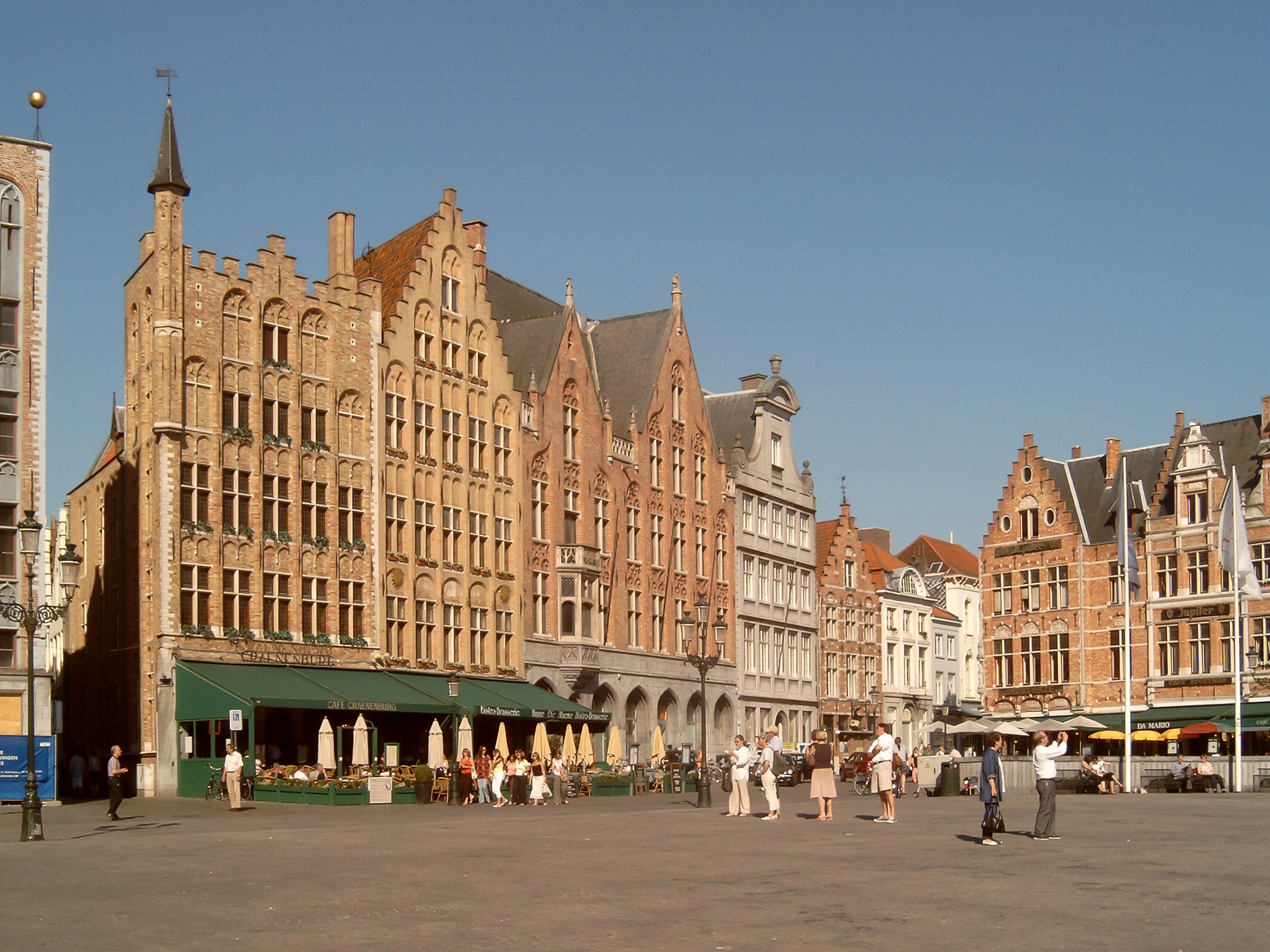
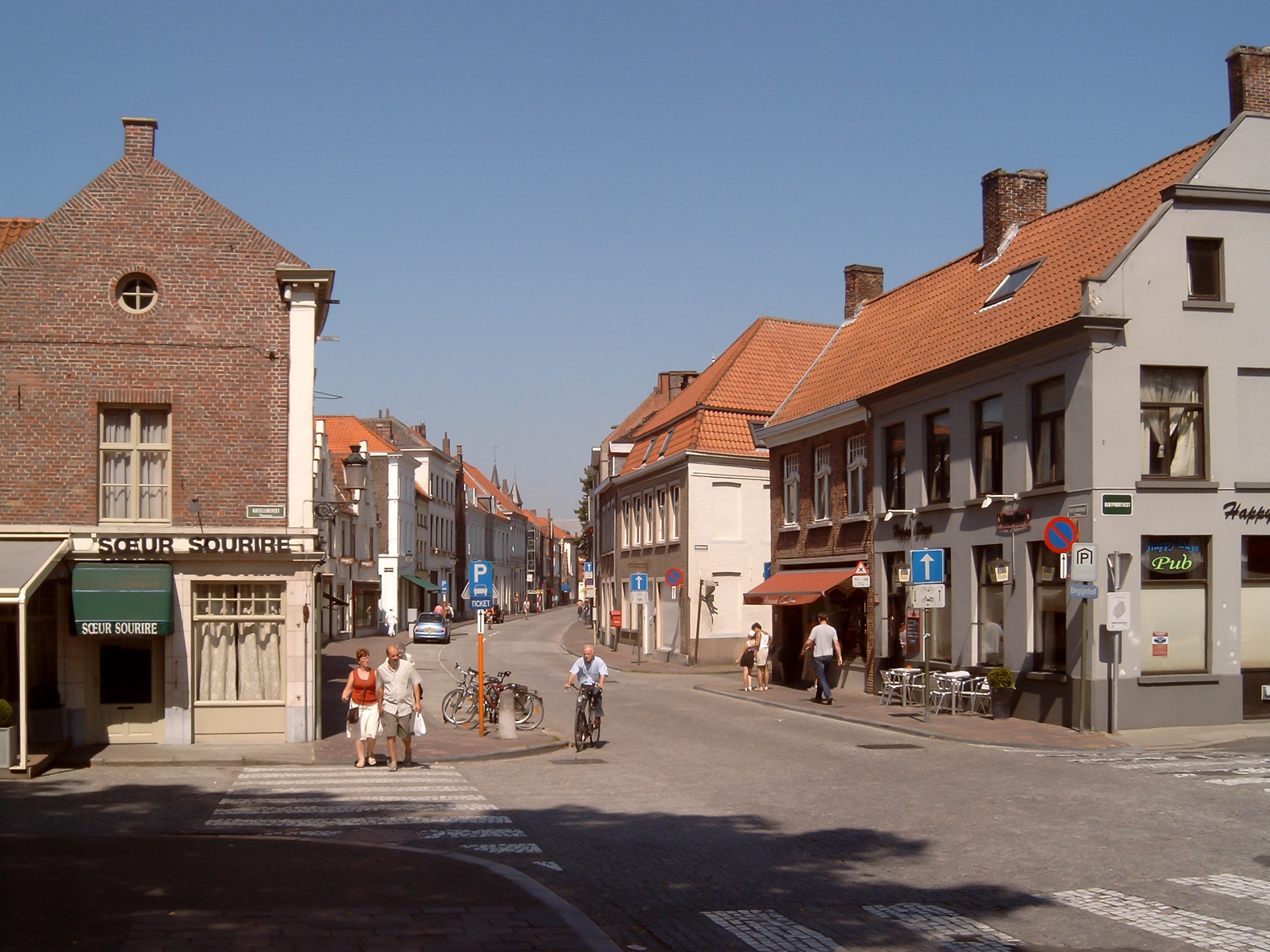
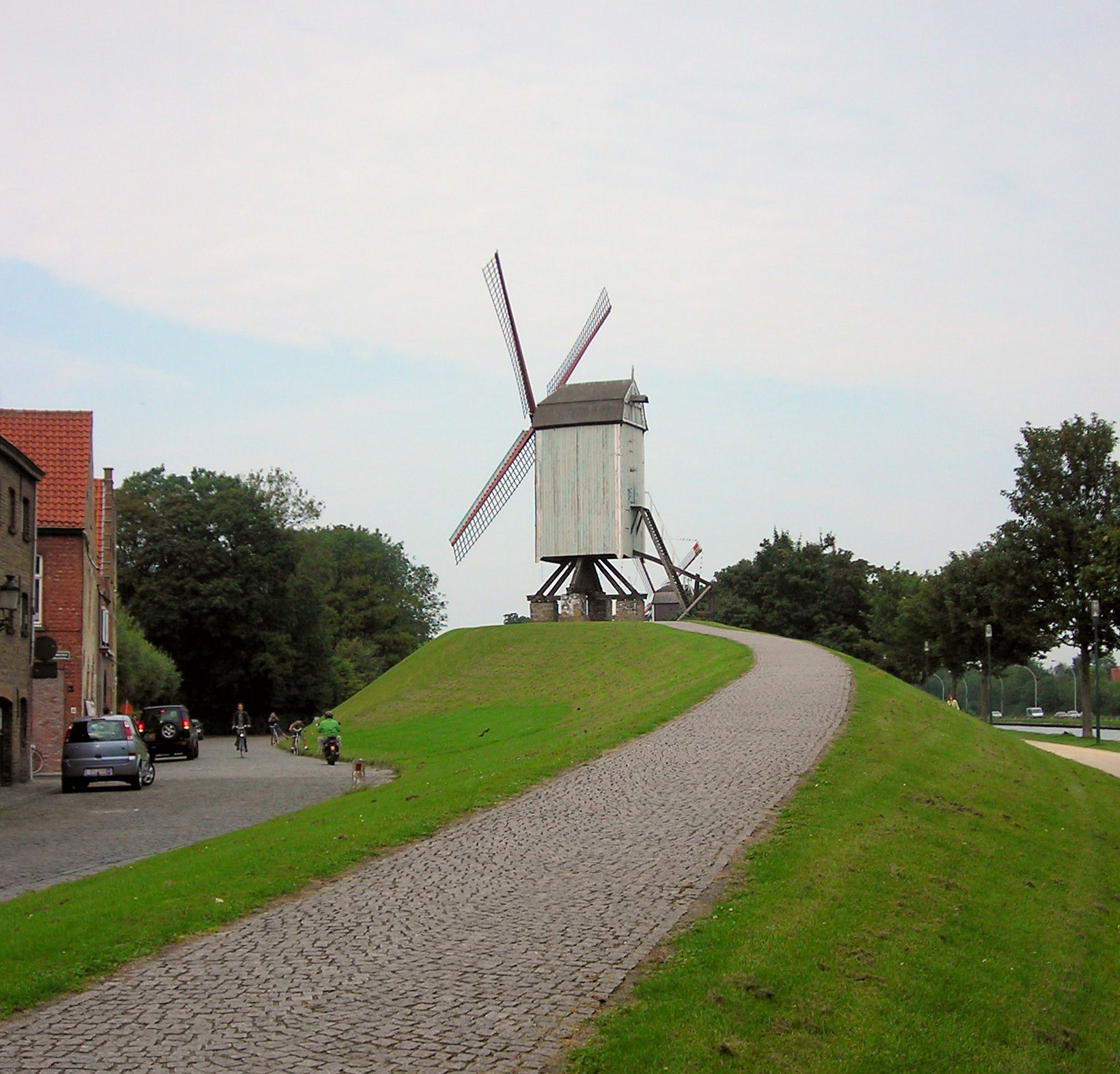
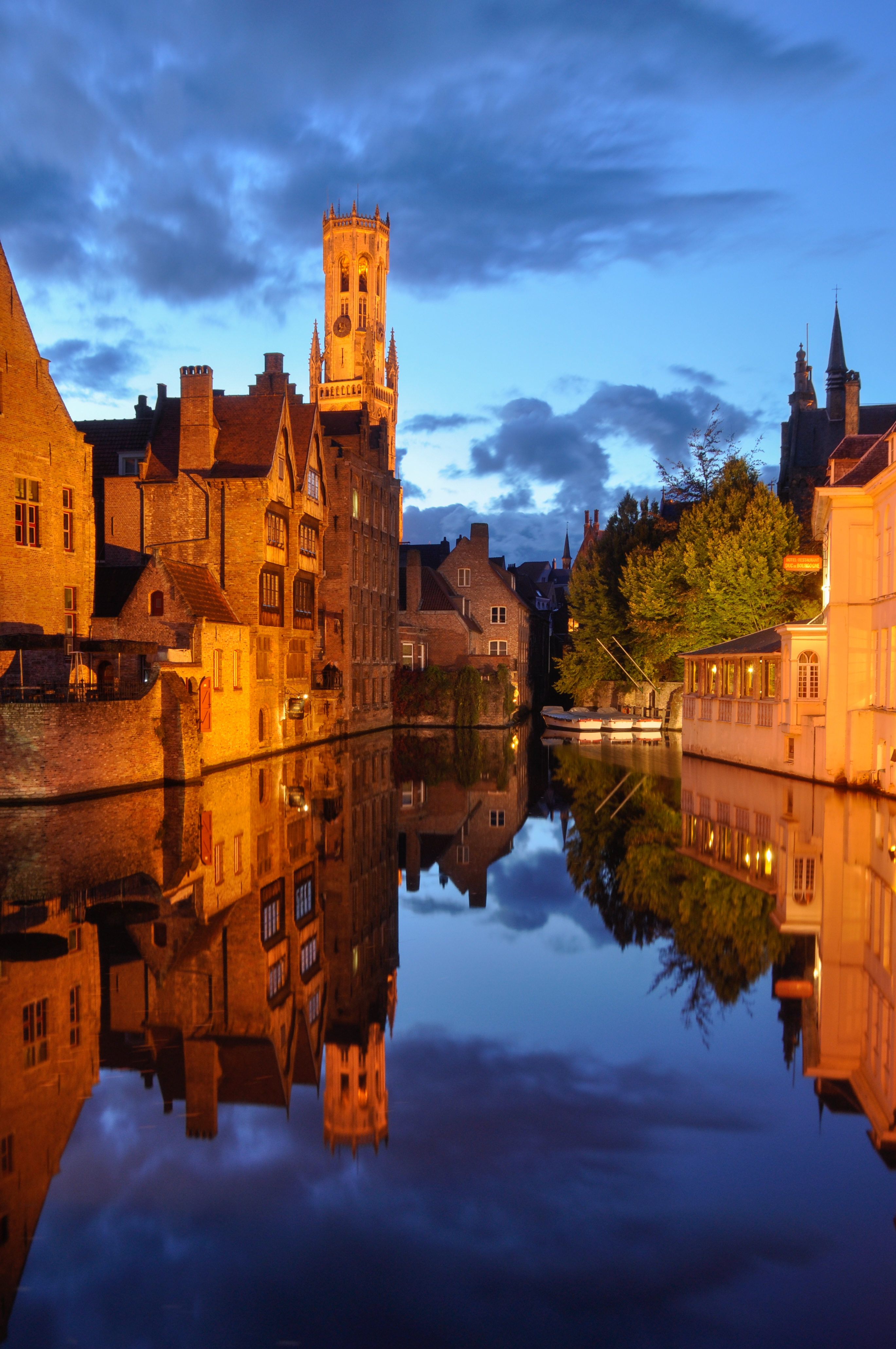